# Zła siostra
Zła siostra – amerykański dramat filmowy z 1931 roku w reżyserii Hobarta Henleya.

## Fabuła
Marianne Madison (Sidney Fox) zakochuje się w pazernym na majątek Valentine Corlissie (Humphrey Bogart). Pewnego dnia Valentine ucieka z dziewczyną i pieniędzmi, później ją jednak rzucając. Jej siostra Laura (Bette Davis) kocha doktora Lindleya (Conrad Nagel), chociaż wie, że ten jest zakochany w Marianne.

## Obsada
- Conrad Nagel – dr Dick Lindley
- Sidney Fox – Marianne Madison
- Bette Davis – Laura Madison
- Humphrey Bogart – Valentine Corliss